# Luận Thành
Luận Thành là một xã thuộc huyện Thường Xuân, tỉnh Thanh Hóa, Việt Nam.
Xã Luận Thành có diện tích 34,17 km², dân số năm 1999 là 6288 người, mật độ dân số đạt 184 người/km². Xã có một trường tiểu học đó là trường Tiểu học Luận Thành, một trường trung học cơ sở là trường Trung học Cơ sở Luận Thành, một trường trung học phổ thông đó là trường THPT Thường Xuân 2. Xã nằm trên Quốc lộ 47 thuộc địa phận tỉnh Thanh Hóa.